# Протока Лихачова
59°12′31″ пн. ш. 148°59′59″ сх. д. / 59.208611111111° пн. ш. 148.99972222222° сх. д.
Прото́ка Лихачо́ва (рос. пролив Лихачёва) — протока Охотського моря, що відокремлює острів Спафар'єва, розташований при вході в Тауйську губу, від півострова Хметевського на материку. Територія Ольського району Магаданської області Російської Федерації. Названа на честь навколосвітнього мореплавця віцеадмірала Івана Лихачова.
Глибини коливаються від 60 м у південно-західній її частині до 40 м у північно-східній.